# Брандсен (округ)
Округ Брандсен (ісп. Brandsen) — адміністративно-територіальна одиниця 2-ого рівня у провінції Буенос-Айрес в центральній Аргентині. Адміністративний центр округу — Брандсен.
Населення округу становить 26367 осіб (2010). Площа — 1126 кв. км.

## Історія
Округ заснований у 1875 році
Створений відповідно до закону провінції 994. До округу ввійшли землі Енсенада та Генерал-Пас. Межі встановлені у 1879 році.

## Населення
У 2010 році населення становило 26367 осіб. З них чоловіків — 13064, жінок — 13303.

## Політика
Округ належить до 3-ого виборчого сектору провінції Буенос-Айрес.